# Spårvägens HF
Spårvägens Handbollsförening (Spårvägens HF) var en handbollsklubb inom alliansen Spårvägens IF (Stockholms Spårvägars Gymnastik- och Idrottsförening) från Stockholm. I Maratontabell för Allsvenskan/Elitserien ligger damlaget på 6:e plats, med 3:e plats i Elitserietabellen som bästa resultat säsongen 2005/2006. Den 25 aug 2020 lade klubben ner sin elitverksamhet på grund av spelarbrist. 2023 lades all verksamhet ned i föreningen.

## Historia
Klubben tog upp herrhandboll på programmet 1940, och damhandboll genom beslut den 16 augusti 1949. Damlaget har spelat flera säsonger i Sveriges högsta division.
Under det tidiga 1980-talet lades herrhandbollen ner, medan damhandbollen spelade vidare. Damlaget blev från 1984 stadigvarande i Elitserien, förutom under säsongen 1997/1998.
Spårvägen tog åren 1994-1996 3 SM-guld i utomhushandboll (sjumannalag), samt JSM-guld 1996.

## Spelare i urval
16 av lagets spelare har spelat A-landskamper för Sverige: Matilda Boson, Filippa Idéhn, Terese Krantz, Malin Hörnell, Patricia Löfberg, Anna-Lena Pihl, Helena Andersson, Christina Ström, Rose-Marie Myhr (Nilsson), Cecilia Ågren, Malin Därth (Karlsson), Camilla Eriksson, Gun Meskanen, Christina Pettersson Hellgren, Maria Bresell och Mia Hodin. Fem av spelarna har spelat över 100 landskamper: Matilda Boson (208), Filippa Idéhn (131) Christina Pettersson Hellgren (115), Cecilia Ågren (114) och Anna-Lena Pihl (113).